# Astra 5A
Astra 5A, tidigare Sirius 2, var en svensk satellit som ägdes av SES (tidigare SES Sirius och Nordiska Satellitaktiebolaget, NSAB).
Sirius 2 sköts upp från Kourou den 12 november 1997 med 32 transpondrar. Den positionerades tillsammans med Sirius 1 vid 4,8 grader öst för att ersätta Tele-X (Sirius 2 hade dock en betydligt större transponderkapacitet än Tele-X). År 2000 flyttades Sirius 1 och ersattes av Sirius 3.
Sirius 2 har likt övriga Siriussatelliter varit en stomme i MTG:s tv-distribution och Viasat har använt Sirius 2 och 3 för sin digital-tv-plattform sedan dess lansering.
2008 flyttades satelliten till den nya positionen 31,5° Ö och fick samtidigt namnet Astra 5A. Den beräknade livstiden för satelliten var 15 år, men i januari 2009 drabbades den av ett tekniskt fel och togs ur drift.

### Fotnoter
1. ↑  ”NASA Space Science Data Coordinated Archive” (på engelska). NASA. https://nssdc.gsfc.nasa.gov/nmc/spacecraft/display.action?id=1997-071A. Läst 5 april 2020.